# Henri Moke
Pour les articles homonymes, voir Moke.
Henri Guillaume Philippe Moke, né le 11 janvier 1803 au Havre et mort le 29 décembre 1862 à Gand, est un écrivain et historien belge francophone.

## Biographie
Il est issu d'une famille flamande de Thourout. Son père, Jean-Jacques (1777-1857), est un grammairien, auteur de Principes de la langue belgique en 1822. Sa mère Maria Magdalena Segnitz est allemande. Sa sœur Marie-Félicité-Denise, née en 1811, deviendra l'une des plus célèbres pianistes virtuoses du XIXe siècle.
Henri Moke fait de brillantes études à Paris, au lycée Louis-le-Grand. En 1823, il est nommé professeur à l'Athénée Royal de Bruges.
De 1827  à 1832, il publie cinq romans historiques : La Bataille de Navarin ou le Renégat (1827), Les Gueux de mer ou la Belgique sous le duc d'Albe (1827), Les Gueux des bois ou les Patriotes belges de 1566 (1828), Philippine de Flandre ou Les Prisonniers du Louvre (1830), Hermann ou la Civilisation et la Barbarie (1832). En 1858, il publie Le Greffier de Boschem.

## Œuvres

### Romans
- 1827 : La Bataille de Navarin ou le Renégat .
- 1827 : Les Gueux de mer ou la Belgique sous le duc d'Albe.
- 1828 : Les Gueux des bois ou les Patriotes belges de 1566.
- 1830 : Philippine de Flandre ou Les Prisonniers du Louvre .
- 1832 : Hermann ou la Civilisation et la Barbarie .
- 1858 : Le Greffier de Boschem.